# 霍克斯布拉夫
霍克斯布拉夫（英文：Hokes Bluff），是美国阿拉巴马州下属的一座城市。面积约为11.94平方英里（约合30.93平方公里）。根据2010年美国人口普查，该市有人口4,286人，人口密度为358.84/平方英里（约合138.57/平方公里）。